# Tchie-ling
Tchie-ling (čínsky 鐵嶺, pchin-jinem Tiělíng) je městská prefektura v Čínské lidové republice, kde patří do provincie Liao-ning. Má rozlohu bezmála 13 tisíc čtverečních kilometrů a v roce 2020 v ní žily necelé 2,4 miliony obyvatel.

## Obyvatelstvo
Většinovou skupinu tvoří Chanové. Je zde ale mnoho Korejců, Mongolů, Ujgurů, etnických Rusů atd.

## Administrativní členění
Městská prefektura Tchie-ling se člení na sedm celků, a sice dva městské obvody, dva městské okresy a tři okresy.
| Jin-čou Čching-che okres · Tchie-ling okres · Si-feng okres · Čchang-tchu městský okres · Tiao-ping-šan městský okres · Kchaj-jüan |          |                       |                    |                                  |
| Název | Název    | Počet obyvatel (2020) | Rozloha km² (2020) | Hustota zalidnění (obyv. na km²) |
| český přepis | znaky    | Počet obyvatel (2020) | Rozloha km² (2020) | Hustota zalidnění (obyv. na km²) |
| Městské obvody |          |                       |                    |                                  |
| Jin-čou | 银州区   | 375 292               | 171                | 2 196                            |
| Čching-che | 清河区   | 84 693                | 482                | 176                              |
| Městské okresy |          |                       |                    |                                  |
| Tiao-ping-šan | 调兵山市 | 206 058               | 263                | 784                              |
| Kchaj-jüan | 开原市   | 460 927               | 2 814              | 164                              |
| Okresy |          |                       |                    |                                  |
| Tchie-ling | 铁岭县   | 324 383               | 2 243              | 145                              |
| Si-feng | 西丰县   | 225 123               | 2 684              | 84                               |
| Čchang-tchu | 昌图县   | 711 818               | 4 326              | 165                              |
| |          |                       |                    |                                  |
| Celkem | Celkem   | 2 388 294             | 12 983             | 184                              |